# دع القلق وابدأ الحياة (كتاب)
دع القلق وابدأ الحياة (بالإنجليزية: How to Stop Worrying and Start Living)‏ كتاب من تأليف الكاتب الأمريكي ديل كارنيجي، نُشر للمرة الأولى في بريطانيا عام 1948 وتتابعت طبعاتهِ وتنوعت ترجماته ليكون من أشهر وأكثر الكتب مبيعاً في العالم وقد أستغرق تأليفه 6 سنوات.
اعتمد كارنيجي في كتابه أسلوبه القصصي المشوق وأعتماده على عشرات القصص الحقيقية والأمثلة التي قابلها في الحياة، أو عايشها معارفه، ليبرز كيف يمكن للقلق أن يفسد علي الإنسان حياته، كما يوضح أمثلة لهؤلاء الذين أستطاعوا أن يحطموا قيد القلق لينطلقوا في الحياة، كما يتعرض الكتاب لمشاكل الأرق والضجر، ويستعرض جملة من النصائح والتوجيهات للتخلص من هذه الآفات، ثم يوجه كارنيجي نصيحته في آخر الكتاب بمعاودة قراءته مرات عديدة حتي يتشبع القارئ بما جاء فيه من معان.

## يقع الكتاب في ثلاثين فصلاً هذه هي عناوينها
1. حقائق عن القلق
2. كيف تبدد القلق
3. ماذا يخلق القلق
4. السبل المهمة في تحليل القلق
5. اطرد خمسين بالمائة من قلقك في العمل
6. كيف تحطم القلق قبل أن يصل إليك
7. لا تدع الهوام يسيطر عليك
8. اعتمد علي الإحصائيات في طردك للقلق
9. أرض بما ليس منه بد
10. اجعل للقلق حداً معيناً
11. لا تجرب نشر النشارة
12. حياتك من صنع افكارك
13. الثمن الغالي للقصاص
14. لا تنتظر شكر أحد
15. هل تقبل مليون ريال مقابل ما تملك
16. كن نفسك
17. اصنع شراباً حلواً من حامض الليمون
18. كيف تتخلص من السواد
19. القاعدة الذهبية لقهر القلق
20. النقد الموجه إليك يساوي قيمتك
21. كن قوياً أمام النقد
22. سخافات ارتكبتها
23. ست طرائق تساعدك على قهر القلق
24. كيف تطرد الإرهاق
25. إلى الزوجات : أبتعدن عن الإرهاق لتحتفظن بشبابكن
26. اتبع هذه العادات الأربع كي تشفى من الإعياء والقلق
27. كيف تتخلص من الضجر
28. كيف تتجنب قلق الأرق
29. كيف تحوز على العمل الذي يلائمك
30. أعلم أنه باستطاعتك أن تزيل متاعبك

## وصلات خارجية
- دع القلق وابدأ الحياة على موقع الموسوعة البريطانية (الإنجليزية)

- مراجعات القراء على موقع أبجد حول كتاب دع القلق وابدأ بالحياة